# Mariä Himmelfahrt (Scheppach)

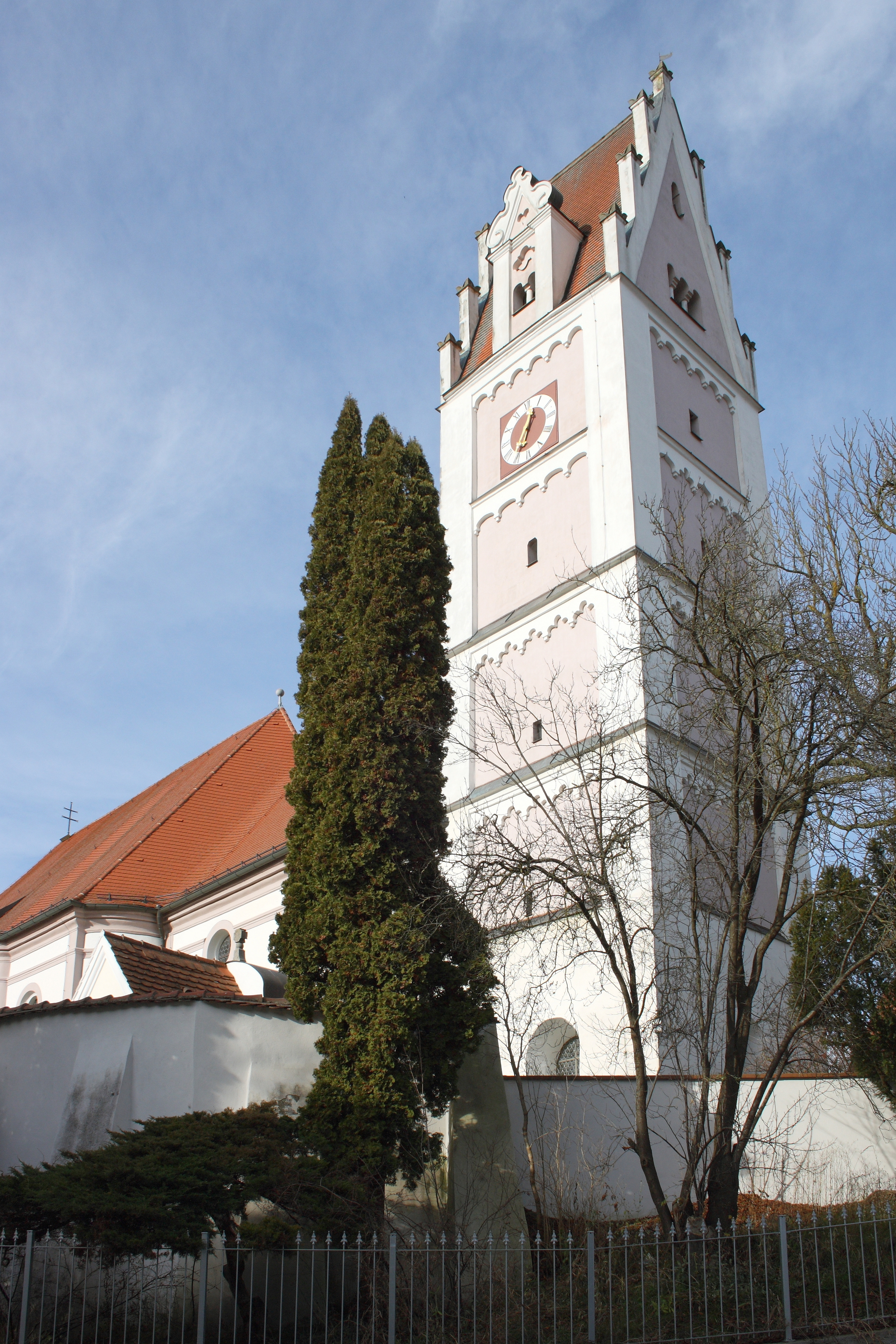
Pfarrkirche Mariä Himmelfahrt in Scheppach

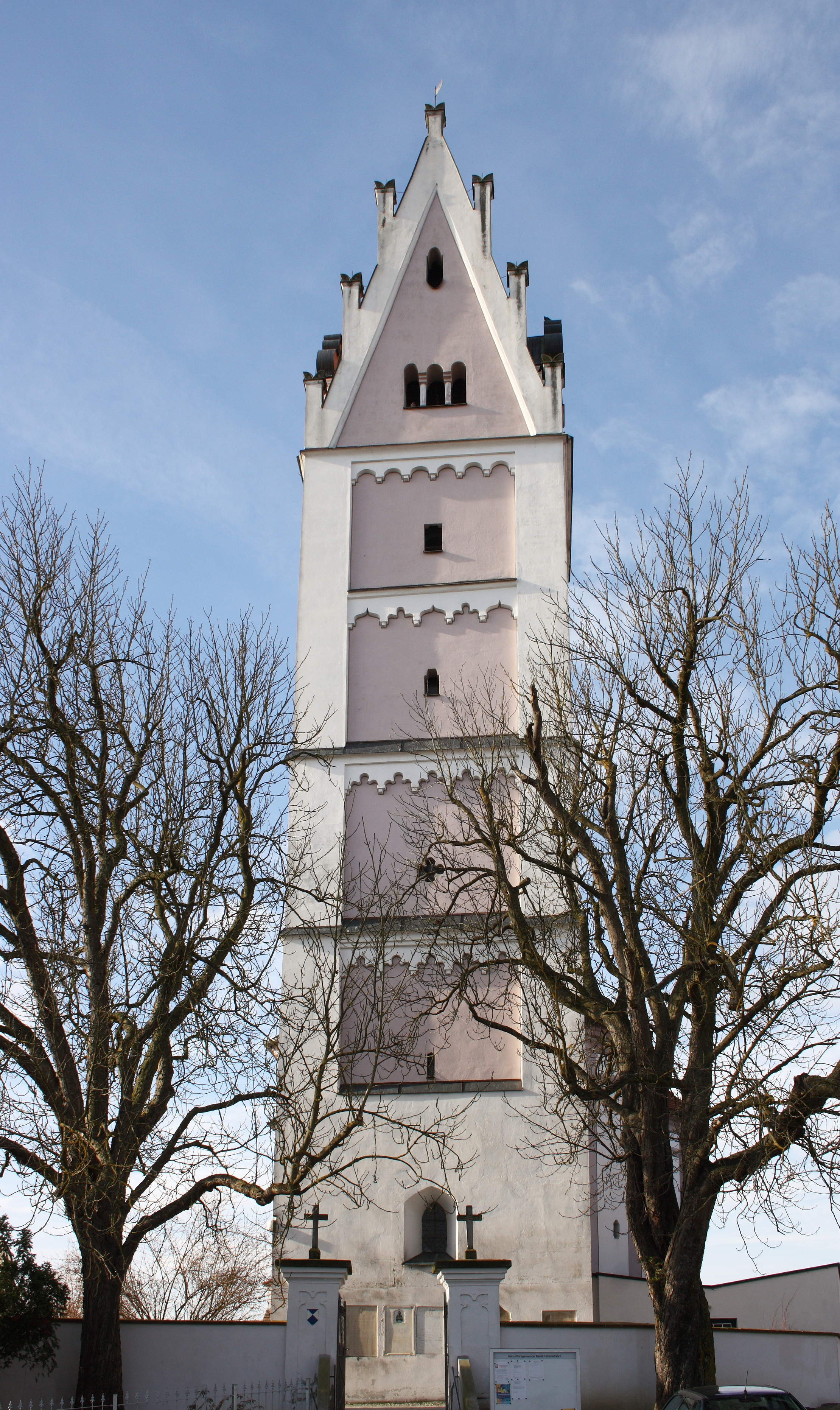
Ehemaliger Chorturm

Die katholische Pfarrkirche Mariä Himmelfahrt in Scheppach, einem Ortsteil der Gemeinde Jettingen-Scheppach im Landkreis Günzburg im bayerischen Regierungsbezirk Schwaben, geht auf eine gotische Chorturmkirche zurück. In der zweiten Hälfte des 18. Jahrhunderts wurde sie unter der Leitung des Baumeisters Joseph Dossenberger im Stil des Rokoko umgebaut und vergrößert. Die Kirche besitzt einen reichen Stuckdekor und Fresken von Franz Martin Kuen. 1924 wurden in der Sakristei, dem ursprünglichen Chor der gotischen Kirche, Wandmalereien aus dem 15./16. Jahrhundert freigelegt.

## Geschichte

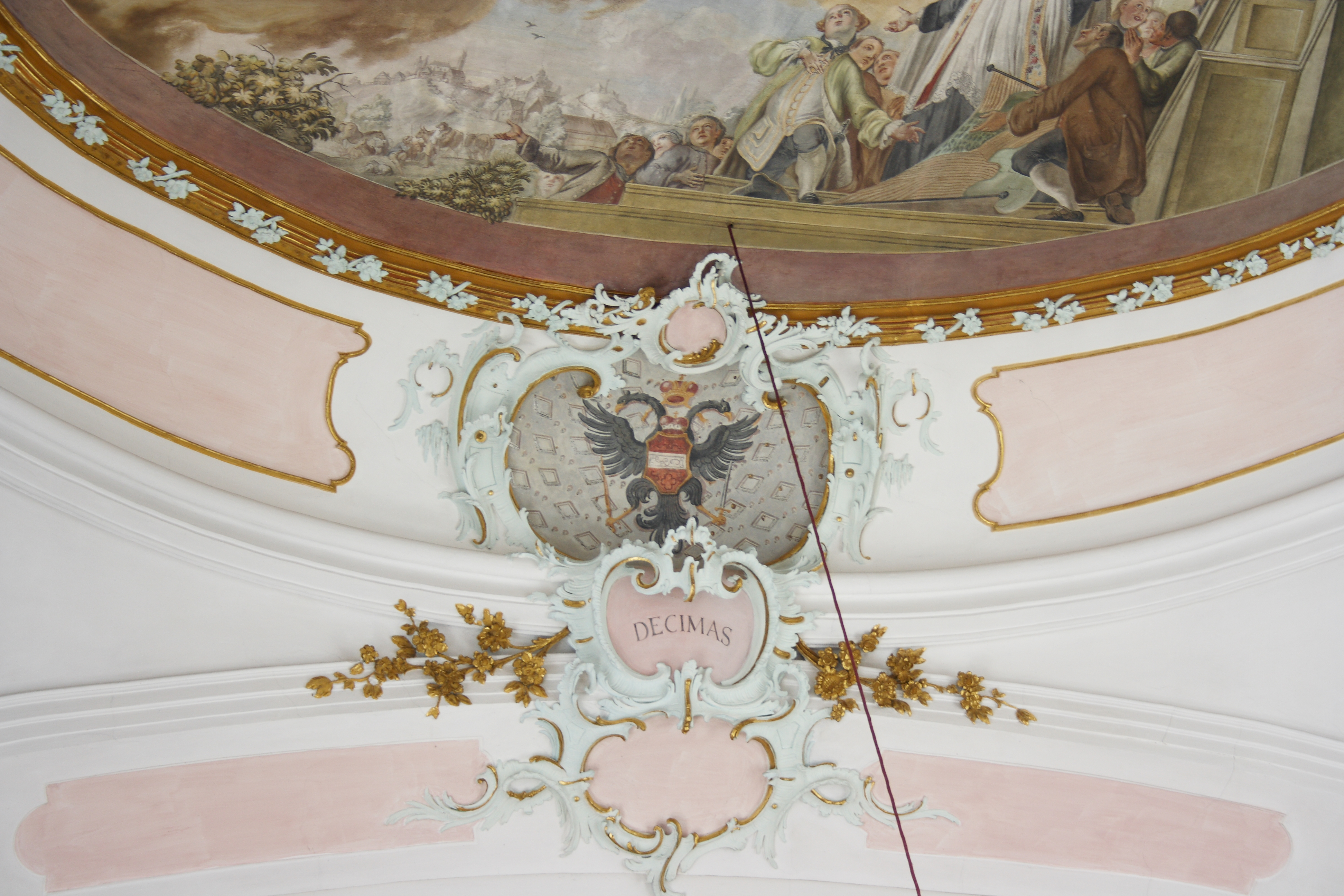
Stuckkartusche mit dem Doppeladler des Hauses Habsburg

Als im Jahr 1750 der Günzburger Hofkaplan Franz Jann die Pfarrei Scheppach übernahm, war die alte gotische Kirche in sehr schlechtem Zustand. Er beantragte deshalb bei dem damals zu Vorderösterreich gehörenden Oberamt Günzburg, den Neubau der Kirche. Für die Kosten sollten die Zehntherren aufkommen, von denen das Haus Habsburg, die Schenken von Stauffenberg, das Domkapitel Augsburg und die Herren von Freyberg-Eisenberg zu Haldenwang die wichtigsten waren. 1766 erhielt der Stiftsbaumeister des Augustiner-Chorherrenstifts Wettenhausen den Auftrag für den Kirchenneubau. 1768 wurde das alte Langhaus abgebrochen und im gleichen Jahr das neue Kirchenschiff errichtet. Im folgenden Jahr begann man mit der Stuckierung und der Anbringung der Fresken. Im Jahr 1779 fand die Weihe der Kirche durch Weihbischof Johann Nepomuk August Ungelter statt. Die Kirche, die vorher dem Papst Felix II. und den Märtyrern Simplicius, Faustinus und Beatrix geweiht war, erhielt nun das Patrozinium Mariä Himmelfahrt.

## Architektur

### Außenbau
Im Osten erhebt sich der viergeschossige, durch Ecklisenen und Bogenfriese gegliederte ehemalige Chorturm, der noch von der gotischen Vorgängerkirche stammt. Das mit einem Satteldach gedeckte oberste Geschoss wurde 1693 aufgesetzt und ist mit Fialen und Zwerchgiebeln im Norden und Süden ausgestattet.

### Innenraum

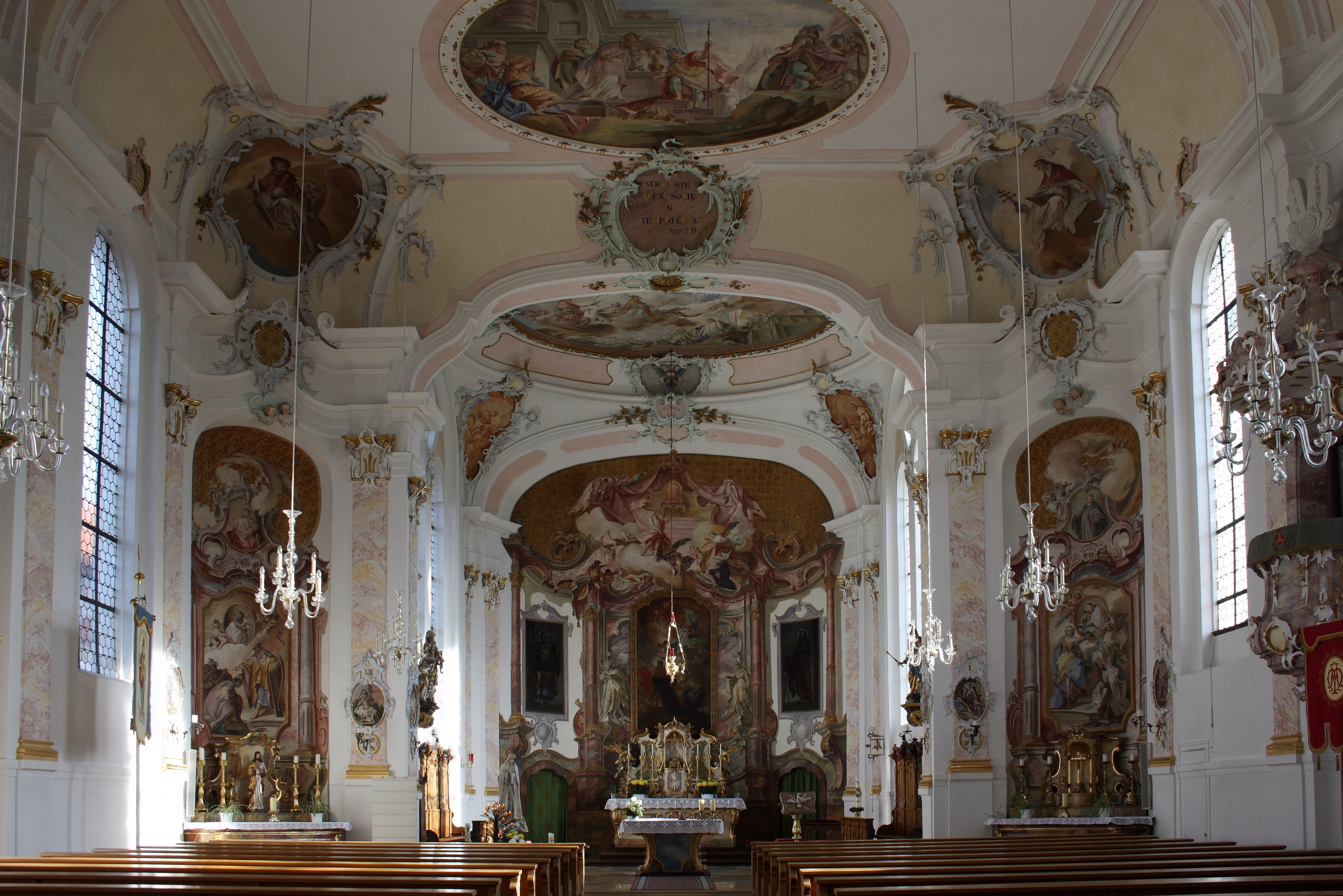
Innenraum mit Blick zum Chor

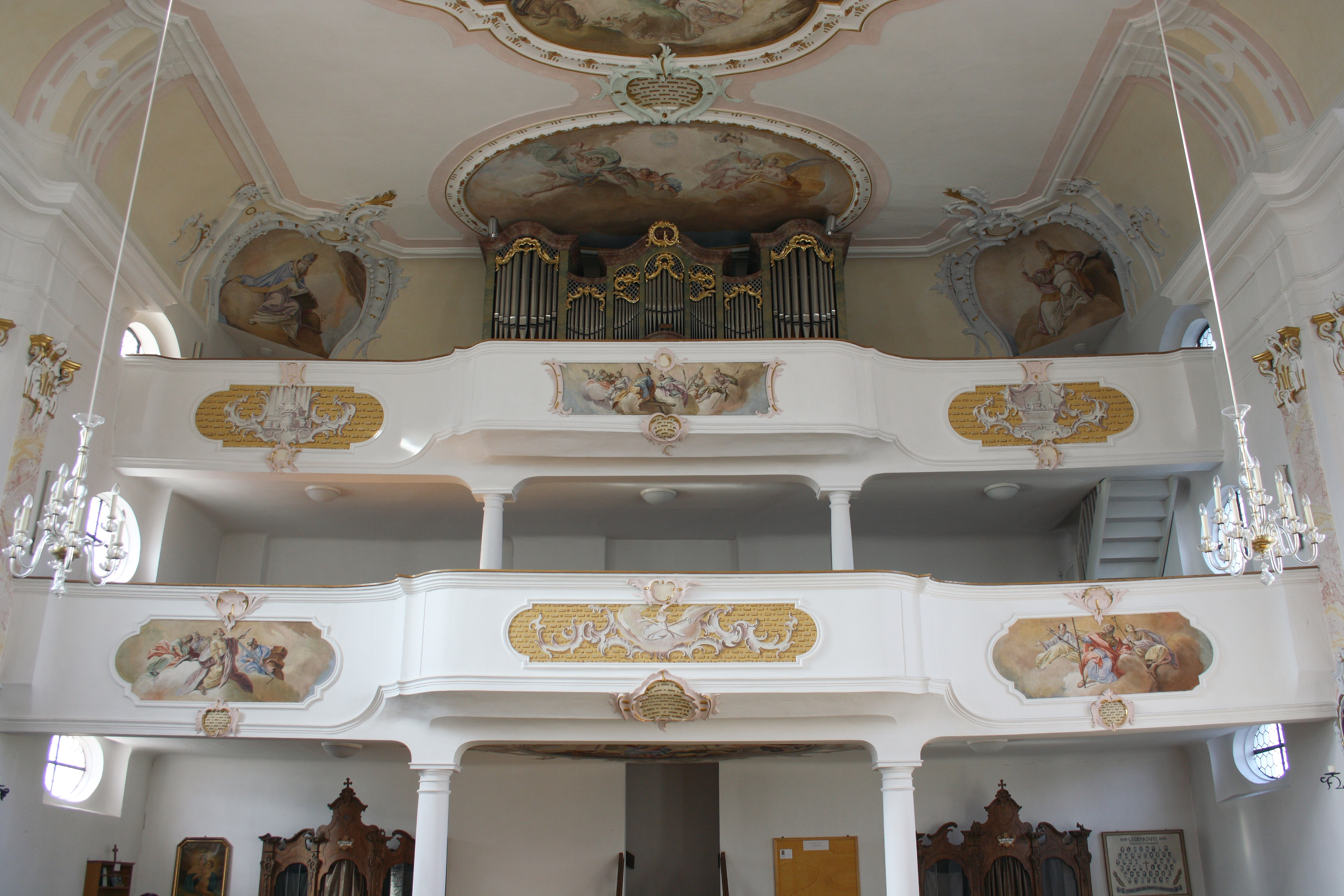
Orgelempore

Die Kirche ist ein flachgedeckter Saalbau über rechteckigem Grundriss, der durch marmorierte, mit Stuckkapitellen verzierte Pilaster gegliedert wird. Die Mittelachsen bilden auf beiden Seiten risalitartige Ausbuchtungen, die wie der Chor von einer dreiteiligen Fenstergruppe mit zwei hohen und einem kleinen oberen Fenster durchbrochen sind. Die Ecken des Langhauses sind im Osten zu Nischen gerundet.
Ein geschweifter Chorbogen öffnet sich zum eingezogenen, quadratischen Chor, den eine Flachkuppel überspannt und den ein weiterer Korbbogen vom Altarraum abtrennt. Der heutige Chor bildete die östliche Hälfte des alten gotischen Langhauses. Der ursprüngliche Chor im Untergeschoss des Turmes wird heute als Sakristei genutzt. Das westliche Langhausjoch nimmt eine Doppelempore mit geschwungenen Brüstungen ein.

## Stuck
Die Stuckierung erfolgte ab 1769 unter der Leitung von Joseph Dossenberger. Als weitere Mitarbeiter werden Thomas Ollenrieder, Pontian (Vater) und Johann Michael (Sohn) Hoiß, Franz Hölzle und dessen Söhne Michael und Bartholomäus genannt. Der Stuck dient vor allem als Rahmen der Wand- und Deckenfresken, die kleineren Bilder umgeben Rocaillekartuschen.
Die Stuckkartusche am Chorbogen enthält die Inschrift: serVIVnt eI DIe aC noCte In teMpLo eIVs. Apoc. VII,15 (Sie dienen Ihm Tag und Nacht in seinem Tempel). Die Großbuchstaben ergeben ein Chronogramm mit der Jahreszahl 1770.

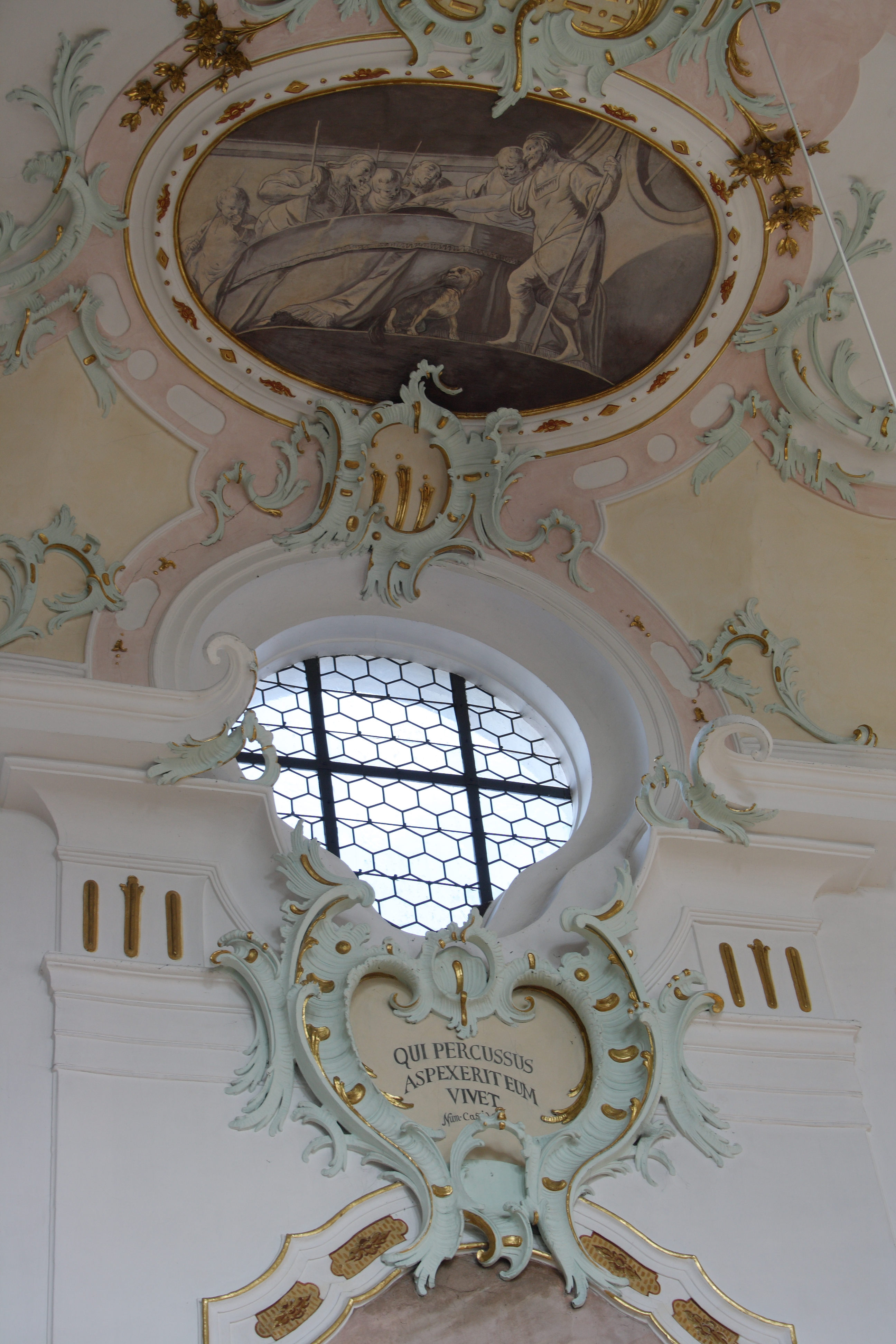
Stuckdekor
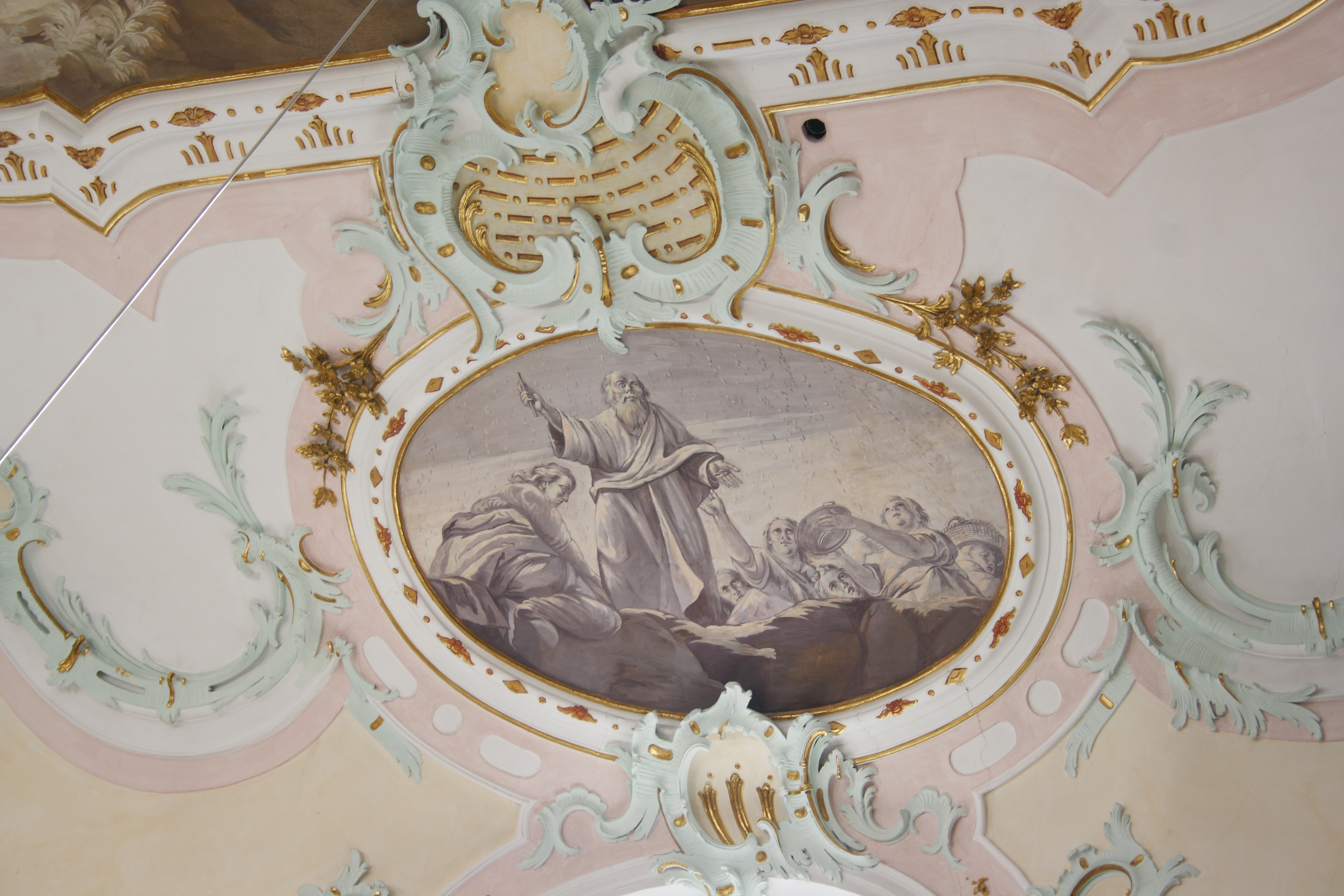
Stuckkartusche mit Mannaregen
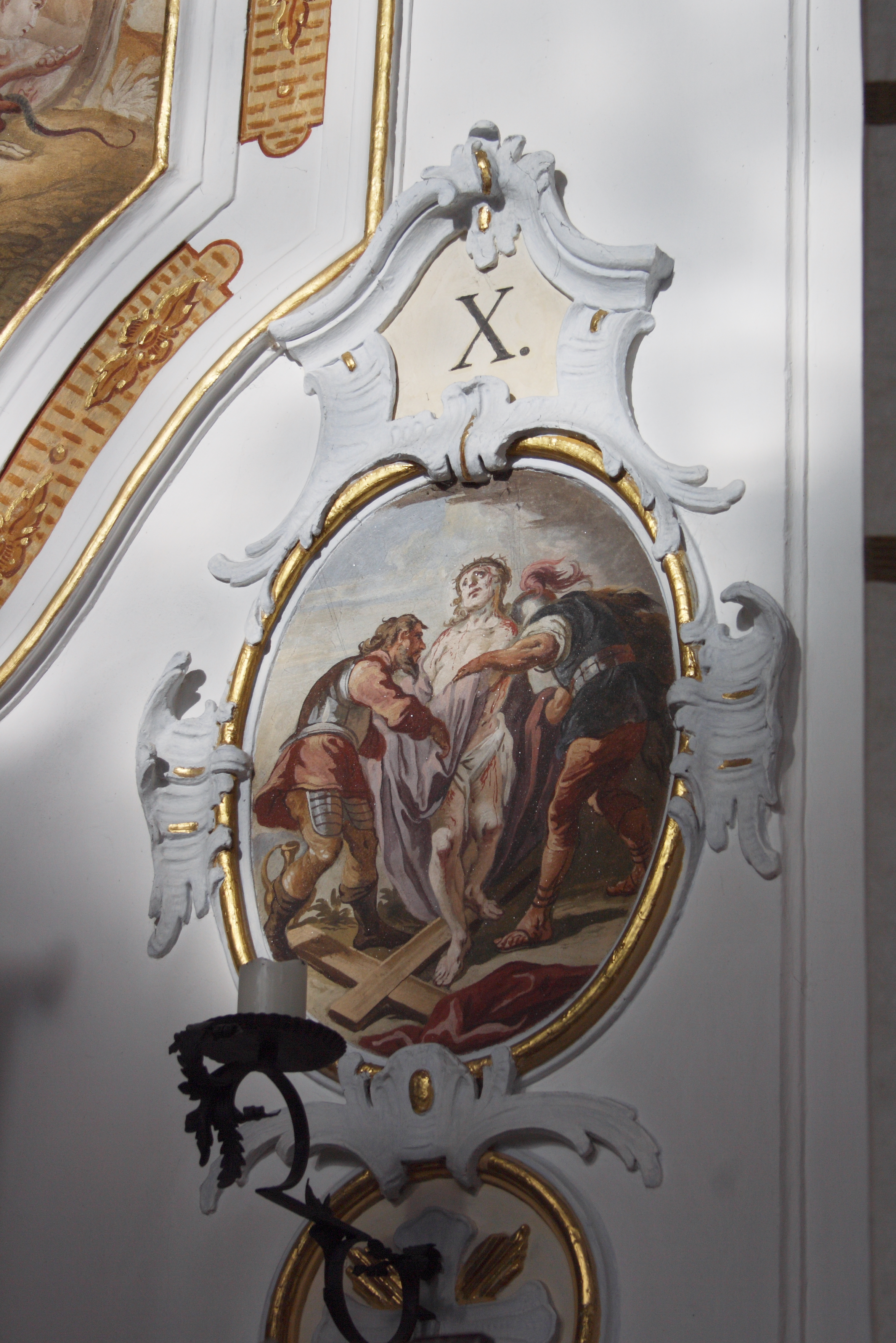
Stuckkartusche mit Kreuzwegstation
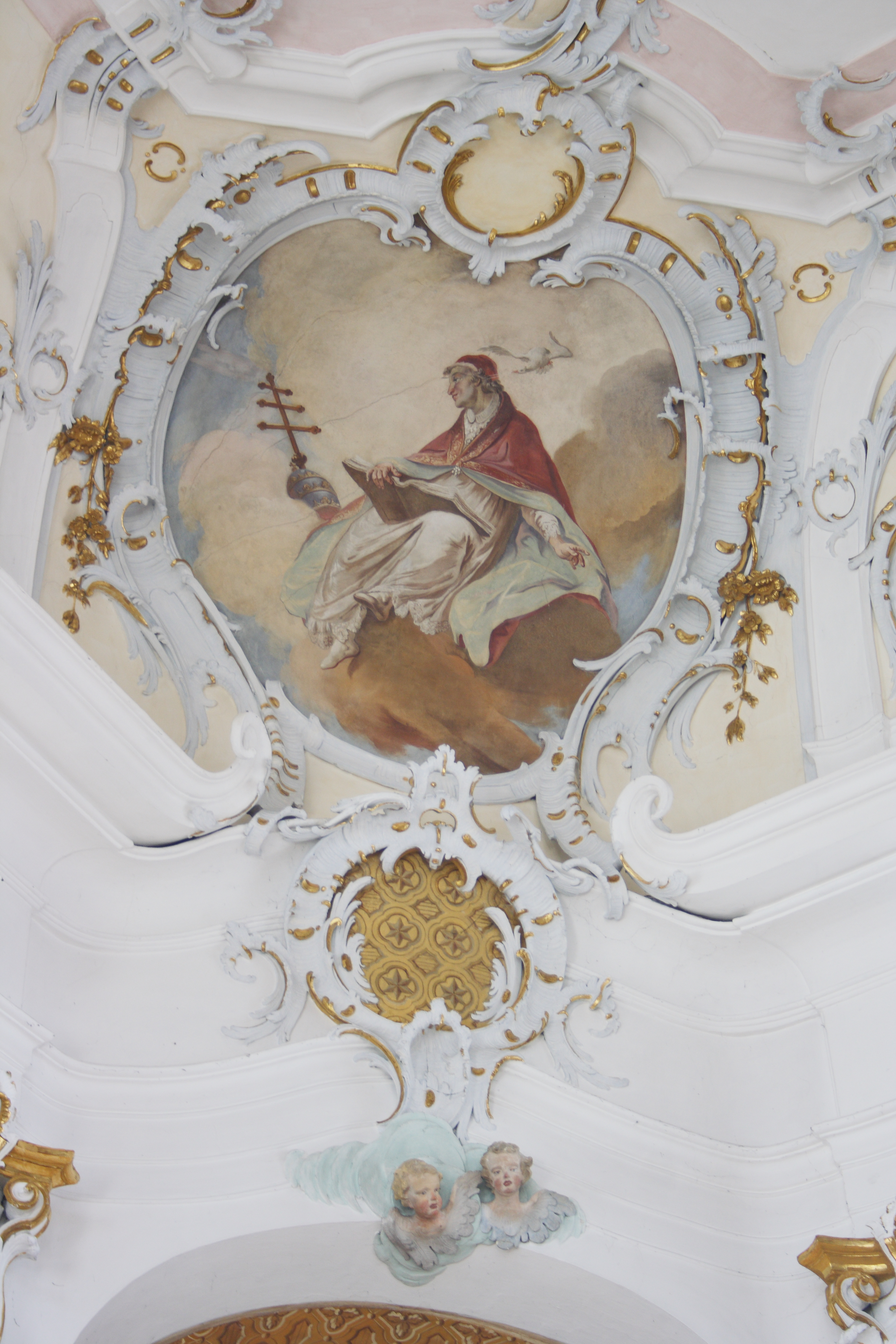
Stuckkartusche mit Gregor dem Großen

## Fresken

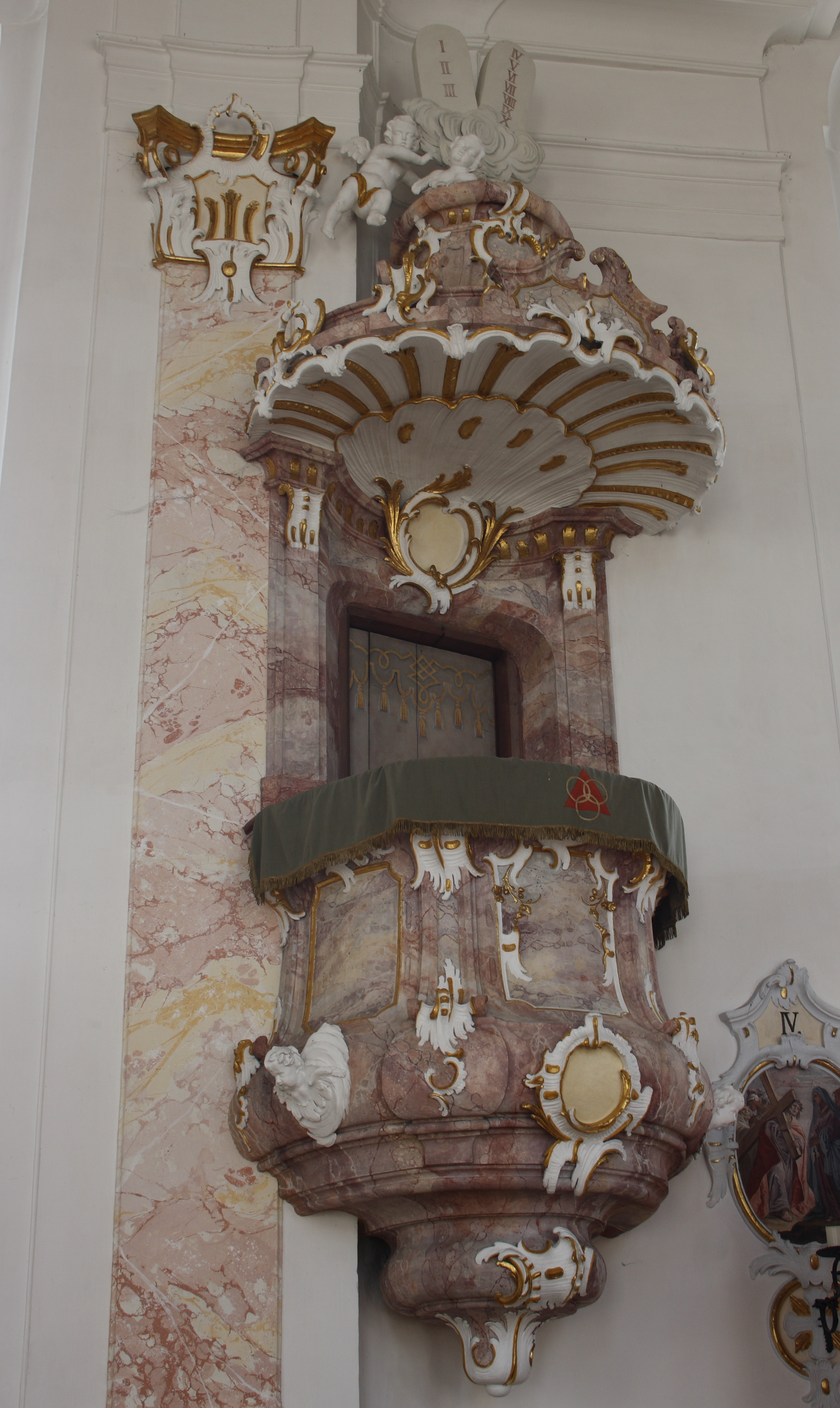
Stuckkanzel

Die Wand- und Deckenfresken schuf der wie Pfarrer Franz Jann aus Weißenhorn stammende Maler Franz Martin Kuen. Auf dem zentralen Chorfresko ist oben die Heilige Dreifaltigkeit dargestellt. In der mittleren Ebene sind links die ehemaligen Kirchenpatrone vertreten, Papst Felix II. und die Märtyrer Simplicius, Faustinus und Beatrix. Beatrix, die nach der Legende erdrosselt wurde, hält einen Strick in der Hand. Zur Personengruppe auf der rechten Seite gehören Maria, Joseph, der hl. Franz von Assisi und Johannes Nepomuk. Den unteren Bildbereich nehmen Pfarrer Jann und Mitglieder der Gemeinde ein. Im Hintergrund ist der Ort Scheppach mit der Wallfahrtskirche Allerheiligen und der Pfarrkirche Mariä Himmelfahrt zu erkennen.
An der Umrahmung des Freskos sind die Wappen der vier wichtigsten Zehntherren dargestellt, darunter der Doppeladler des Hauses Habsburg. Die Inschrift unter den Wappen OFFERENTES DECIMAS SUAS FIDELITER (Getreulich ihren Zehnten spendend) erinnert daran, dass die Zehntherren den Neubau der Kirche finanzieren mussten. Die Grisaillen in den Ecken stellen die vier Evangelisten mit ihren Symbolen dar.
Das Deckenfresko über dem Altar hat eine Episode aus dem Alten Testament zum Thema. Der Priester Achimelech gibt David, der auf der Flucht vor König Saul ist, die im Tempel aufbewahrten Schaubrote.

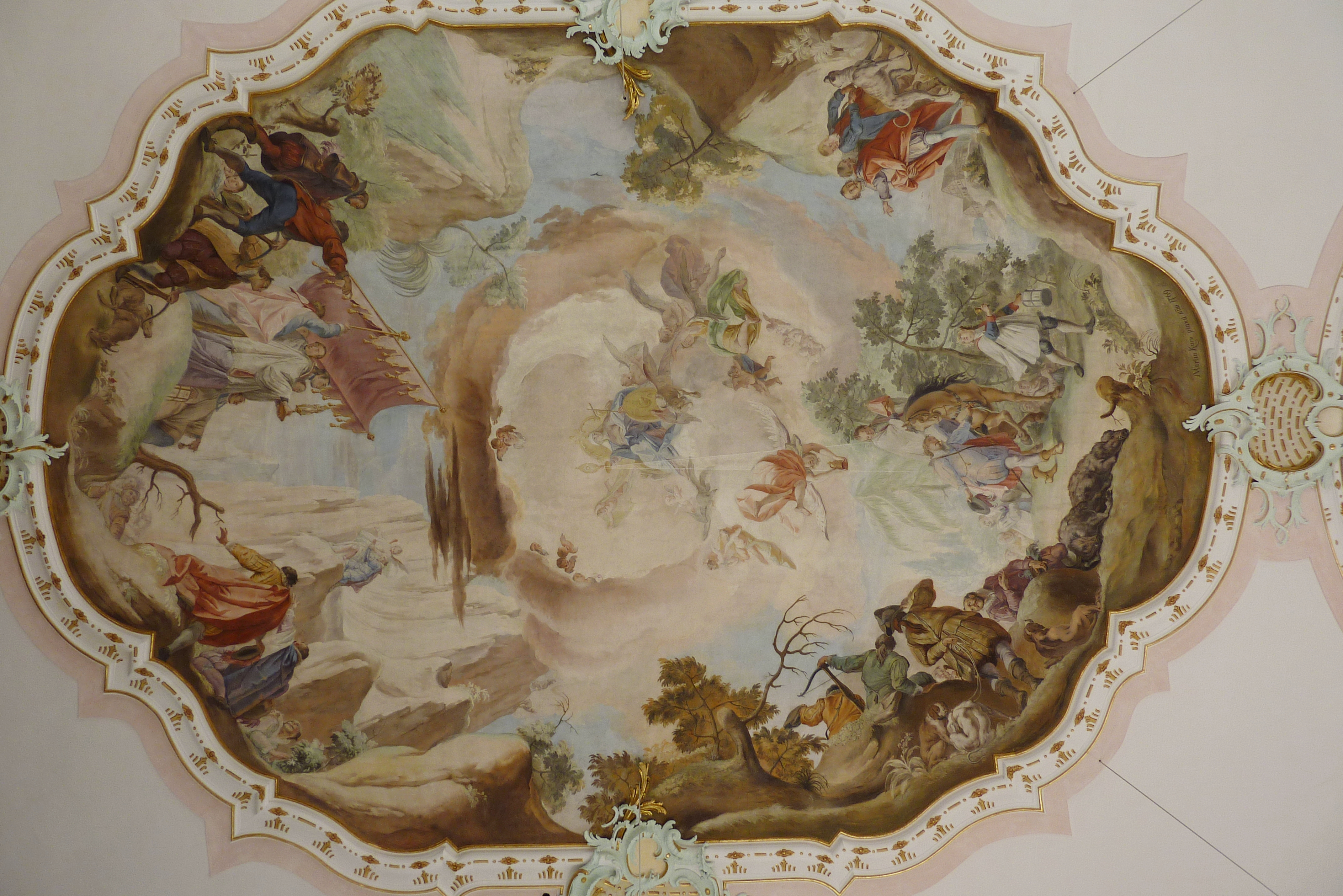
Deckenfresko im Langhaus

In der Mitte des großen Langhausfresko sitzt Ecclesia, die Personifikation der Kirche, in einem Wagen und hält in der rechten Hand eine Monstranz und in der linken ein Kreuz. Die seitlichen Szenen erinnern an die Rettung Kaiser Maximilians I., der in den Bergen in eine Notlage geriet, und an den römisch-deutschen König Rudolf von Habsburg, der nach einer Legende einem Priester zum Passieren eines Wildbachs sein Pferd überlassen haben soll. Das Fresko trägt die Inschrift: Martin Kuen pinxit anno 1769 (Martin Kuen malte es im Jahr 1769).
Auf den Grisaillen in den Langhausecken sind die vier lateinischen Kirchenväter Augustinus von Hippo (mit einem brennenden Herz in der Hand), Ambrosius von Mailand (mit einem Bienenkorb zu seinen Füßen), Hieronymus (mit einem Löwen) und der Papst Gregor der Große (mit dem Papstkreuz) dargestellt. Die Szene an der Decke unter der Empore schildert, wie Jesus die Händler aus dem Tempel verjagt. Auch die Fresken an der Emporenbrüstung mit der Darstellung der Apostel wurden von Franz Martin Kuen geschaffen.
Zwei große, in Stuckrahmen gefasste Wandfresken haben die Eherne Schlange und die Kreuzauffindung durch die hl. Helena zum Thema. Die Stuckkartuschen an den Wandpfeilern sind mit den Kreuzwegstationen ausgemalt.

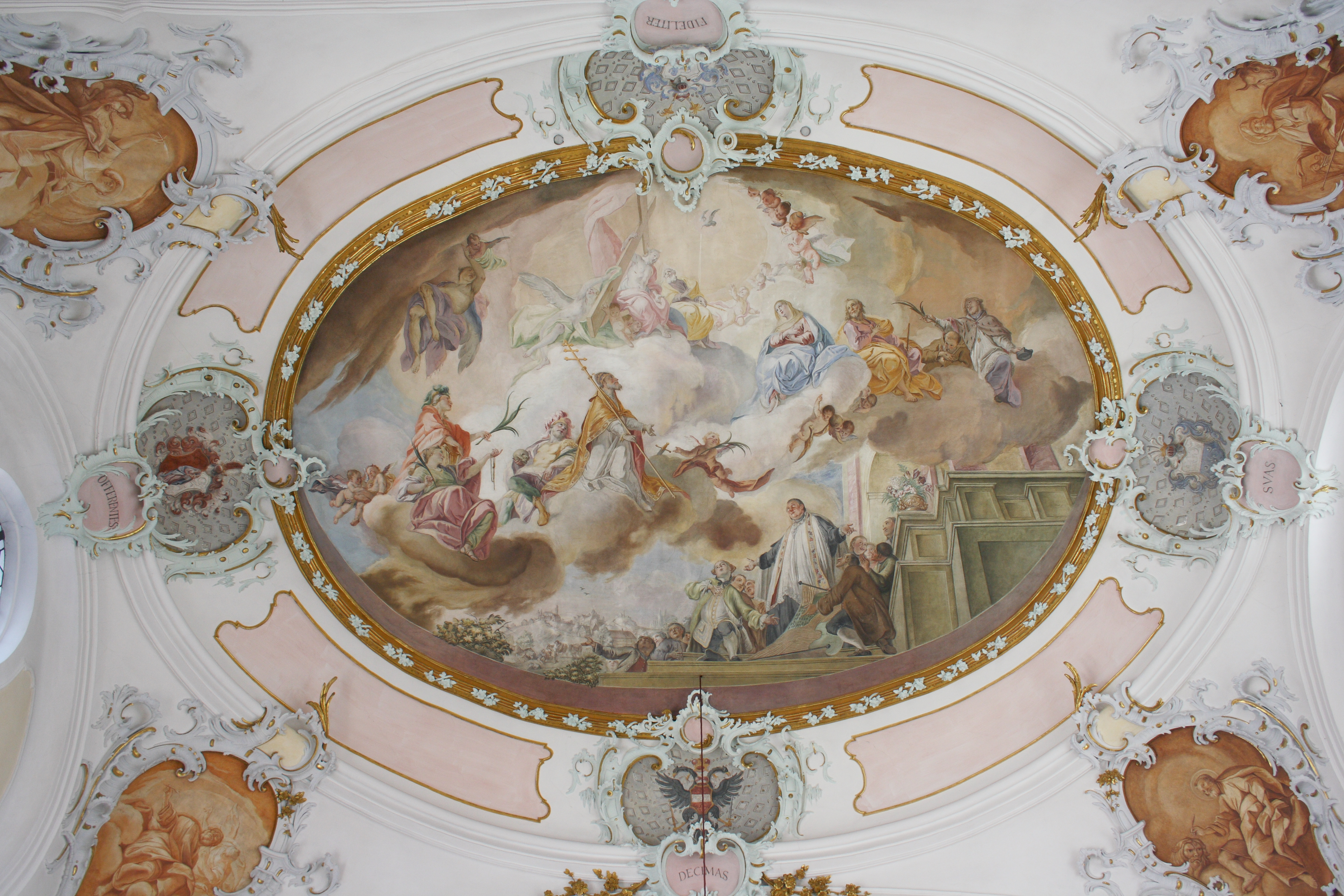
Chorfresko
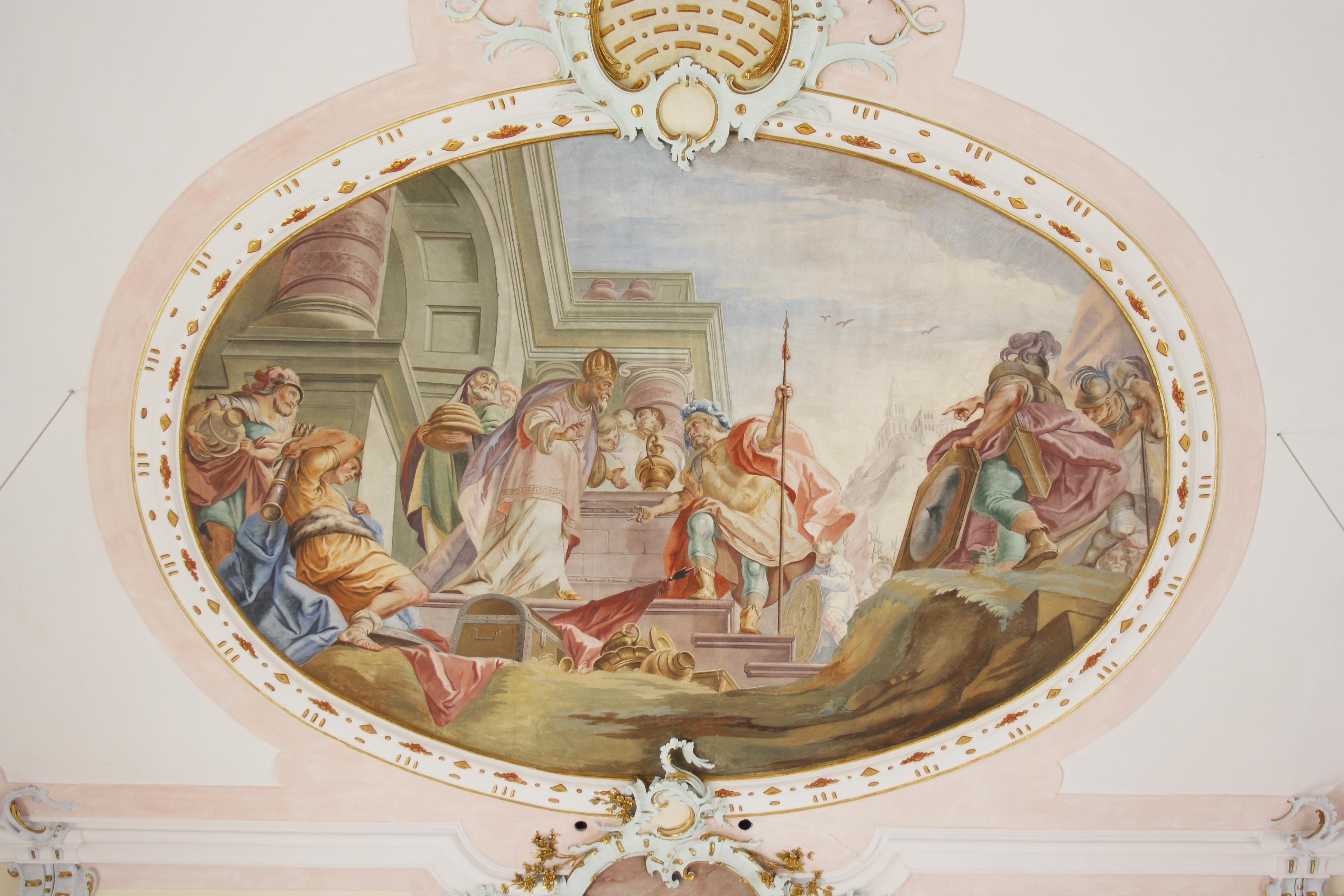
Deckenfresko über dem Altar
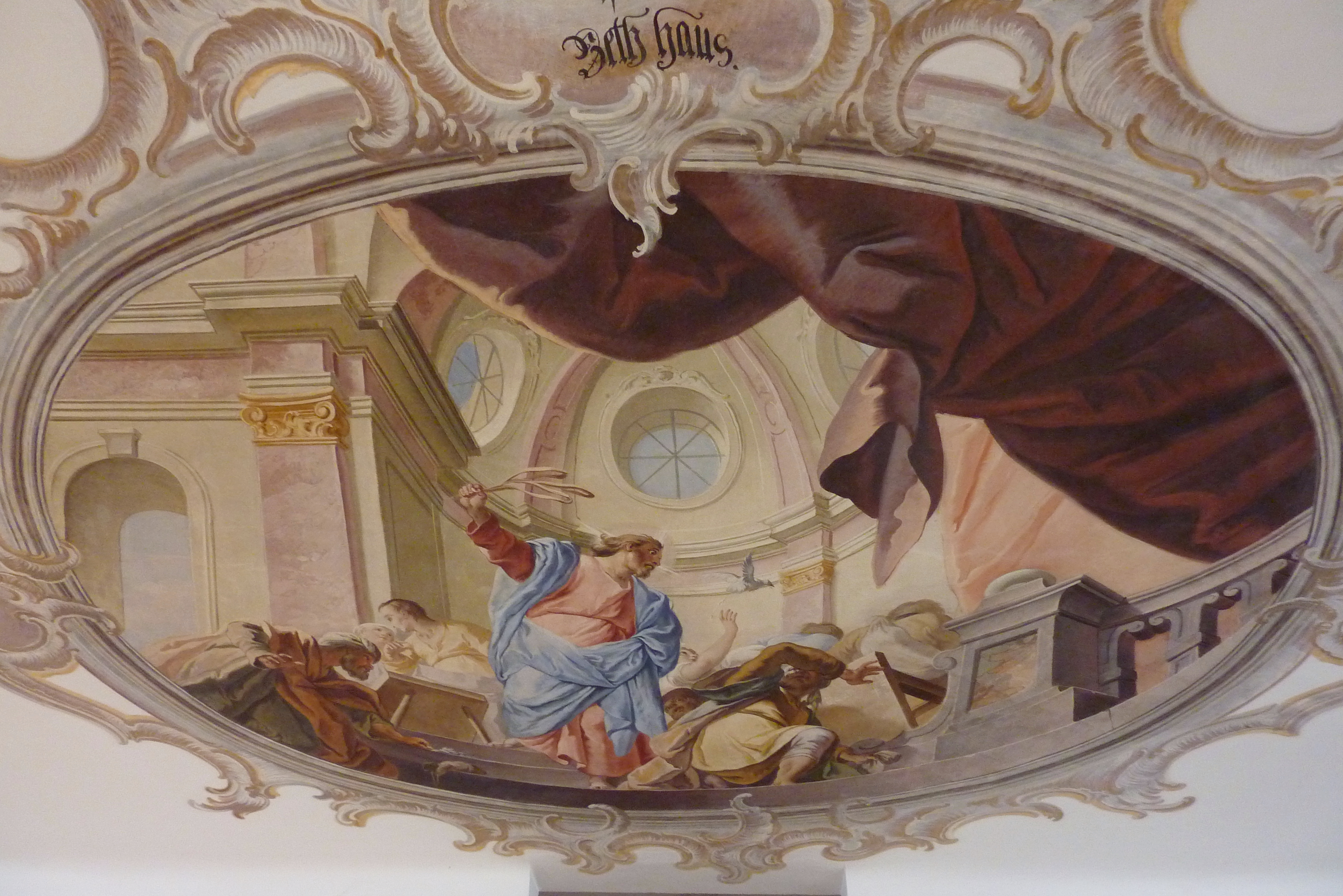
Fresko unter der Empore
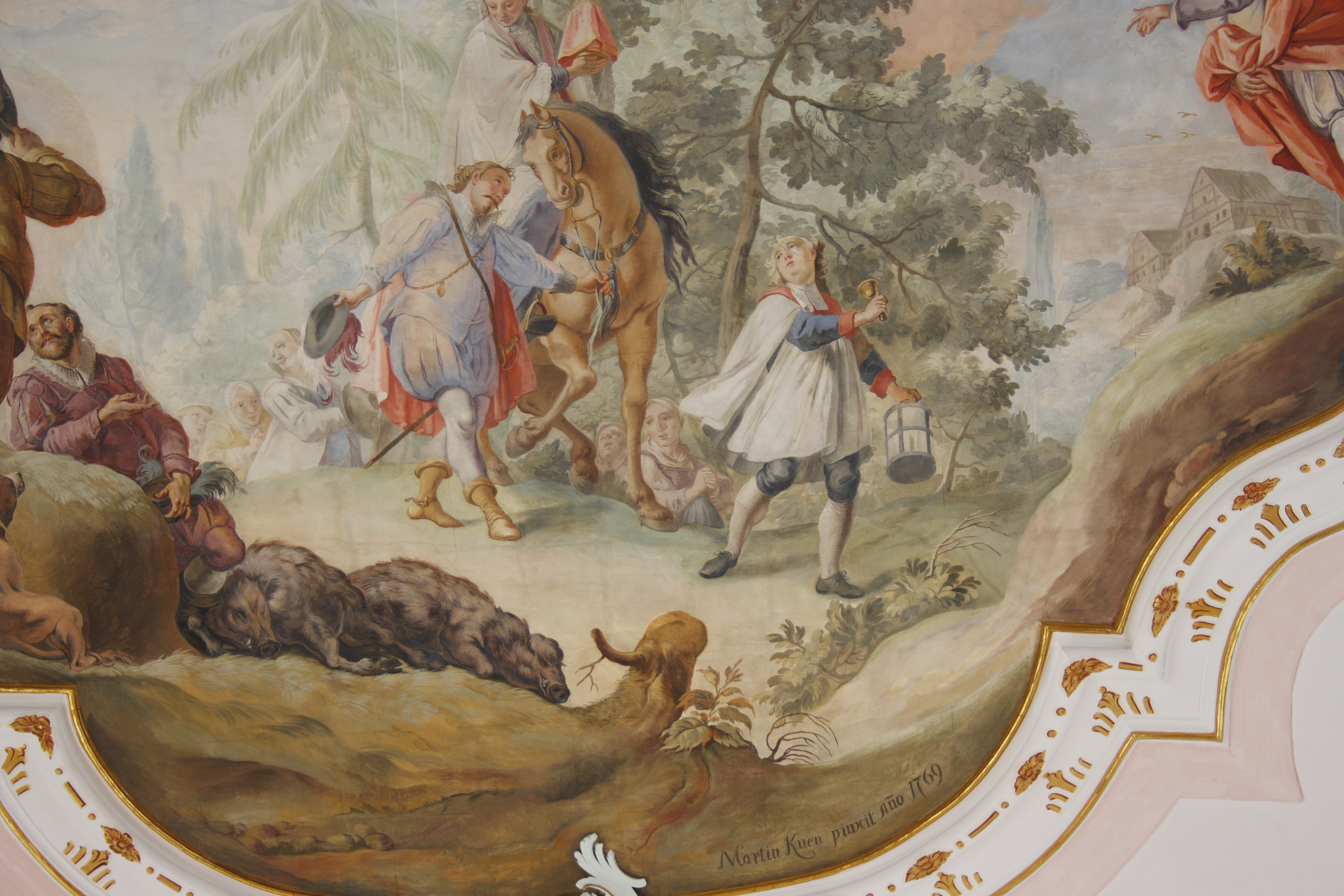
Deckenfresko im Langhaus

## Ausstattung
- Die Stuckkanzel wurde 1768/69 nach einem Entwurf von Joseph Dossenberger geschaffen.
- Von Franz Martin Kuen stammt die illusionistische Architekturmalerei der drei Altäre, deren Altarblätter er ebenfalls schuf. Das auf Leinwand gemalte Hauptaltarbild ist mit 1769 datiert und stellt die Himmelfahrt Marias dar. Die beiden seitlichen Figuren, der heilige Joachim und die heilige Anna, sind als Grisaillen ausgeführt.